# SMS Kronprinz Erzherzog Rudolf
De SMS Kronprinz Erzherzog Rudolf was een pantserschip van de Oostenrijks-Hongaarse marine. Het schip werd gebouwd in 1887 en deed dienst tijdens de Eerste Wereldoorlog. Het was toen echter al sterk verouderd. Na de nederlaag en ontbinding van Oostenrijk-Hongarije werd het schip in 1919 overgedragen aan de marine van Joegoslavië. Daar werd het omgedoopt in Kumbor en in 1922 uit dienst genomen.